# Musaranya de Timor
La musaranya de Timor (Crocidura tenuis) és una espècie de musaranya (Soricidae)
endèmica de l'illa de Timor.